# کشتار اضافه

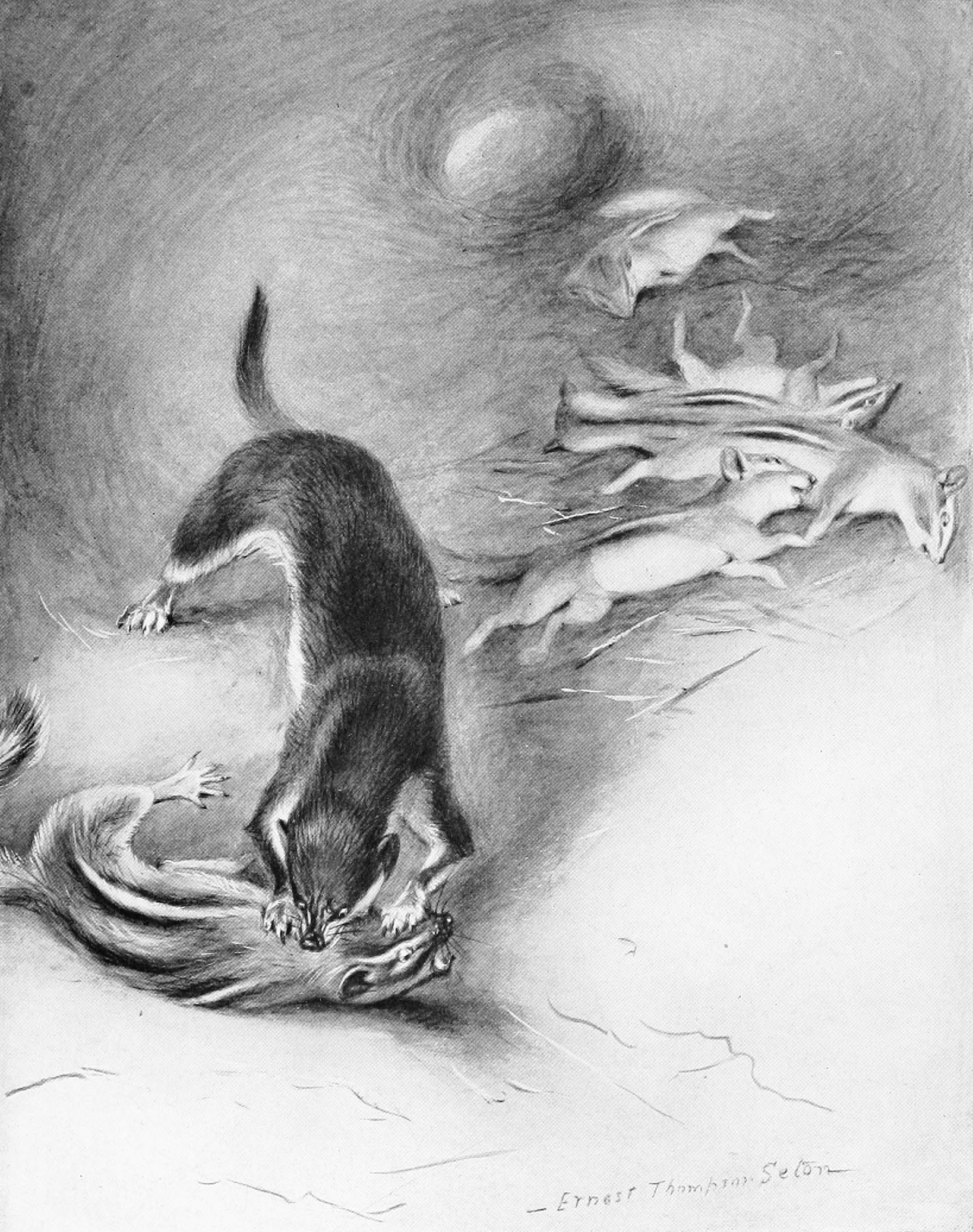
کشتار اضافه سمورچه‌ها توسط یک قاقم

کشتار اضافه یا شکارکُشی در رفتارشناسی جانوران به معنی آن است که جانور شکارگر بیش از حد مورد نیاز خود شکار کرده و طعمه‌های اضافی را برای مصرف آینده پنهان کرده یا حتی آن‌ها را رها کند.
این رفتار در بسیاری از جانوران از جمله سمورها، گورکن‌ها، نهنگ‌های قاتل، گرگ‌ها، روباه‌ها، کایوت‌ها، پلنگ‌ها، شیرها، کفتارها، انواع خرس‌های سیاه و قهوه‌ای و قطبی، وشق‌ها، راکون‌ها، سگ‌ها، گربه‌ها، عروس‌های دریایی، کنه‌های شکارگر، هیره‌ها، سنجاقک‌ها، عنکبوت‌ها، و البته انسان‌ها دیده شده‌است.
در زمان کشتار اضافه جانور شکارچی فقط لذیذترین جانورها یا لذیذترین قسمت‌های بدن آن‌ها را می‌خورد. برای مثال خرس‌ها در هنگام کشتار اضافه ماهی آزاد فقط ماهی‌های غیرتخم‌گذار را می‌خورند چراکه گوشت آن‌ها کیفیت بالاتری دارد یا بخش‌های پرانرژی‌تر بدن ماهی‌ها مثل مغز و تخم‌ها را می‌خورند.
کشتار اضافه به کاهش ذخیره غذایی جانور شکارچی منجر شده و در نتیجه امنیت غذایی وی را تحت تأثیر قرار می‌دهد. همچنین به اتلاف انرژی جانور شکارچی و افزایش خط مجروح شدن در هنگام شکار می‌انجامد اما منافعی نیز برای جانوران شکارچی دارد که بقای این رفتار را توجیه می‌کند. از جمله اینکه جانور شکارچی غذای بیشتری را برای تغذیه فرزندان یا هم‌نوعان خود فراهم می‌آورد، تجربه شکار جانور را افزایش می‌دهد و فرصتی را برای جانور شکارچی ایجاد می‌کند که در آینده از لاشه طعمه‌های باقی‌مانده تغذیه کند.
برای مثال راسوها معمولاً در اواخر پاییز دست به کشتار اضافه وُل‌ها می‌زنند تا لاشه آن‌ها را برای روزهای سرد زمستان ذخیره کنند. در گرگ‌ها نیز این رفتار معمولاً در زمستان‌های بسیار پربرف دیده می‌شود؛ مثلاً در ۷ فوریه ۱۹۹۱ در پارک ملی دنالی مشاهده شد که شش گرگ حداقل ۱۷ کاریبو را شکار کرده و بسیاری از آن‌ها را دست‌نخورده رها کردند. اما در ۱۲ فوریه حدود ۳۰ تا ۹۵ درصد هر یک از لاشه‌ها خورده شده بود و در ۱۶ آوریل نیز مشاهده شد که مجدداً از این لاشه‌ها تغذیه شده‌است.
شکار اضافه اصولاً زمانی اتفاق می‌افتد که جانور شکارچی با تعداد زیادی طعمه گیر افتاده روبرو شود، اما در دشت‌های باز به ندرت دیده می‌شود چرا که در دشت‌های باز جانوران شکار فرصت فرار دارند و شکارچیان به سختی می‌توانند حتی یک شکار موفق داشته باشند.